# CATL
CATL(宁德时代, Contemporary Amperex Technology, 닝더스다이), 중화인민공화국의 배터리 제조사이자 기술 회사로, 본사는 중국 푸젠성 닝더시에 있다. 전기자동차와 에너지 저장 시스템을 위한 배터리 관리 시스템(BMS), 리튬 이온 배터리 제조를 전문으로 한다. 4개의 주 연구개발센터가 닝더시, 푸젠시, 리양시, 장수시, 상하이, 독일 뮌헨에 있다.

## 역사
CATL은 2011년에 사업가 정위췬이 창립하였다. ATL에서 차량용 배터리 부문이 신설되어 분리된 기업이다. 2021년 32.6%의 시장점유율로 CATL은 전 세계 296.8GWh 중 96.7GWh를 생산해 전년 대비 167.5% 증가했다. 이 회사는 2025년까지 500GWh 이상, 2030년까지 800GWh 이상의 생산능력을 목표로 할 계획이다. CATL이 주도하는 중국 배터리 부문은 배터리에 필수적인 희토류 공급에서 중국이 우위를 점하면서 서구 기술 독점과 분리돼 전 세계 수집량의 40% 이상을 차지하고 있다. 일본의 파나소닉과 LG를 꺾은 데 이어 테슬라의 배터리 공급망과 유럽과 미국 자동차 제조업체의 공급망에 합류했다. 대한민국의 화학. 결과적으로, CATL은 33%의 시장 점유율로 전 세계를 앞서고 있으며, 미국은 EV 배터리 면에서 따라잡는 데 어려움이 없다.
2016년, CATL은 파나소닉(산요)과 BYD에 이어 EV, HEV, PHEV 배터리를 공급하는 세계 3위 업체였다. 2017년 CATL의 전력 배터리 시스템 판매량은 11.84GWh에 달했다.
2018년, CATL은 독일 튀링겐주 아른슈타트에 신공장을 설립할 것이라고 발표했다. CATL의 2018년 연간 판매량은 21.18GWh에 달한다.
중화인민공화국 정부가 2020년을 향해 전기차 보조금을 단계적으로 폐지하기 시작하자, CATL은 해외 수익 다변화를 꾀했다. SNE리서치에 따르면 2020년 CATL의 EV 배터리 소비량은 4년 연속 세계 1위를 기록하고 있다. 2020년 6월, CATL의 설립자 Zeng Yuqun은 회사가 100만 마일 (또는 200만 킬로미터) 동안 양호한 등급을 받은 전기자동차용 배터리를 달성했다고 발표했고 주문을 받기 위해 기다리고 있다. CATL은 경쟁사인 BYD사가 자사 차량에 배터리 공급을 우선시하면서 해외 자동차 업체와의 제휴를 성사시켰다. CATL의 배터리 기술은 현재 국제 시장에서 전기차 제조업체들이 사용하고 있으며, CATL은 BMW, 다임러 AG, 현대, 혼다, 리 오토, NIO, PSA, 테슬라, 도요타, 폭스바겐, 볼보, XPeng 등의 업체들과 협력하고 있다. 중국에서는 베이징 자동차 그룹, 지리 자동차, 광저우 자동차 그룹, 위통버스, 중통버스, 킹롱, 상하이 자동차, 포톤 자동차 등이 고객이다.

## 파트너십
2017년 1월, CATL은 EV 및 HEV용 프로젝트 관리, 엔지니어링 및 배터리 팩 공급에 대한 협력을 중심으로 발멧 오토모티브와 전략적 파트너십을 체결할 계획을 발표했다. 이 파트너십의 일환으로 CATL은 발멧 오토모티브의 지분 22%를 취득했다.
BMW는 2018년에 전기 미니와 iNext 차량에 사용하기 위해 CATL로부터 40억 유로 상당의 배터리를 구매하겠다고 발표했다.
2022년 7월, 포드는 포드 머스탱 마하-E와 포드 F-150 라이트닝 모델에 사용하기 위해 CATL로부터 배터리를 구입했다고 발표했다.
대한민국에는 2세대 니로 EV의 대한민국 내수용에 CATL의 충전지가 장착된 것을 시작으로 널리 알려지고 있다. 대한민국의 자동차 메이커들은 대개 중국 판매용 및 해외 수출용 EV에 CATL의 충전지를 장착해 왔으나, 배터리 공급처 다변화를 위하여 대한민국 내수용 EV에도 CATL의 충전지를 장착하기 시작했다.